# ناسا إكس-43
ناسا إكس-43 (NASA X-43) كانت طائرة تجريبية بدون طيار تفوق سرعتها سرعة الصوت، لها عدة نسخ تهدف إلى اختبار الجوانب المتعددة للرحلات فوق الصوتية الفائقة. كانت جزءًا من سلسلة طائرات إكس وتحديدًا برنامج هايبر إكس التابع لناسا. حطمت هذه المركبة العديد من الأرقام القياسية الخاصة بالطائرات النفاثة. تُعتبر إكس 43 أسرع طائرة نفاثة على الإطلاق، إذ بلغت سرعتها 9.6 ضعف سرعة الصوت (ماخ 9.6).
أُطلِقت مركبة إكس 43 على متن صاروخ معزز مجنح بعد الانفصال عن طائرة بوينج بي 52 ستراتوفورتريس. بعد أن أوصل الصاروخ المعزز (مرحلة أولى مُعدلة من صاروخ بيغاسوس) المركبة إلى السرعة والارتفاع المستهدفين، تم التخلص منه، ثم حلقت طائرة إكس 43 باستخدام محركها النفاث الفرطي.
كانت الطائرة الأولى في السلسلة، إكس 43 إيه، مركبةً ذات استخدام واحد، وبُني منها ثلاث طائرات. تدمرت أول طائرة بعد تعطلها أثناء تحليقها عام 2001. حلقت الطائرتان المتبقيتان بنجاح في نفس العام، مسجلتان سرعات قياسية. استمر المحرك النفاث الفرطي بالعمل لمدة 10 ثوانٍ تقريبًا تلاها انزلاقات جوية لمدة 10 دقائق واصطدام متعمد بسطح المحيط. عُلِقت أو أُلغِيت خطط بناء طائرات إكس 43 أخرى، واستبدلت ببرنامج إكس 51 الذي تديره القوات الجوية الأمريكية.

## عملية التطوير
كانت طائرة إكس 43 جزءًا من برنامج هايبر إكس التابع لناسا، الذي شمل وكالة الفضاء الأمريكية وعدد من الشركات المقاولة مثل بوينج وميكرو كرافت وأوربيتال ساينسيز كوربوريشن ومختبر العلوم التطبيقية العام (جي إيه إس إل). قامت شركة ميكرو كرافت ببناء طائرة إكس 43 يه بينما قامت شركة جي إيه إس إل ببناء المحرك.
كان أحد الأهداف الأساسية لمشروع الطيران التابعة لناسا هو تطوير واستعراض تكنلوجيا محركات الاستيعاب الهوائي في الرحلات فوق الصوتية الفائقة. بعد إلغاء برنامج طائرة الفضاء الوطنية (إن إيه إس بّي) في نوفمبر 1994، افتقرت الولايات المتحدة إلى برنامج متماسك لتطوير تكنولوجيا الطائرات فوق الصوتية الفائقة. باعتباره جزءً من برامج «الأفضل والأسرع والأرخص» التي طورتها ناسا في أواخر تسعينات القرن العشرين، استخدم برنامج هايبر إكس تكنولوجيا طائرة الفضاء الوطنية، ما سرّع عملية التطوير وصولًا إلى إطلاق رحلات فوق صوتية فائقة باستخدام محرك الاستيعاب الهوائي.
شملت المرحلة الأولى لبرنامج هايبر إكس مشروع تكنولوجيا الملاحة الجوية والفضاء التابع لناسا الذي أُجري بالتعاون مع مركز لانغلي البحثي، في هامبتون، فيرجينيا، ومركز درايدن لأبحاث الطيران، في إدواردز، كاليفورنيا. كان مركز لانغلي المركز الرئيسي في البرنامج والمسؤول عن تطوير تكنولوجيا الرحلات فوق الصوتية الفائقة. كان مركز درايدن مسؤولًا عن أبحاث الطيران.
كانت المرحلة الأولى عبارةً عن برنامج استمر لسبع سنوات، كلف 230 مليون دولار تقريبًا، لاختبار التحليق باستخدام المحرك النفاث الفرطي، والديناميكا الهوائية للرحلات فوق الصوتية الفائقة وطرق التصميم.
أُلغيت المراحل اللاحقة، واستُبدلت سلسلة طائرات إكس 43 في عام 2006 بسلسلة إكس 51.

## التصميم

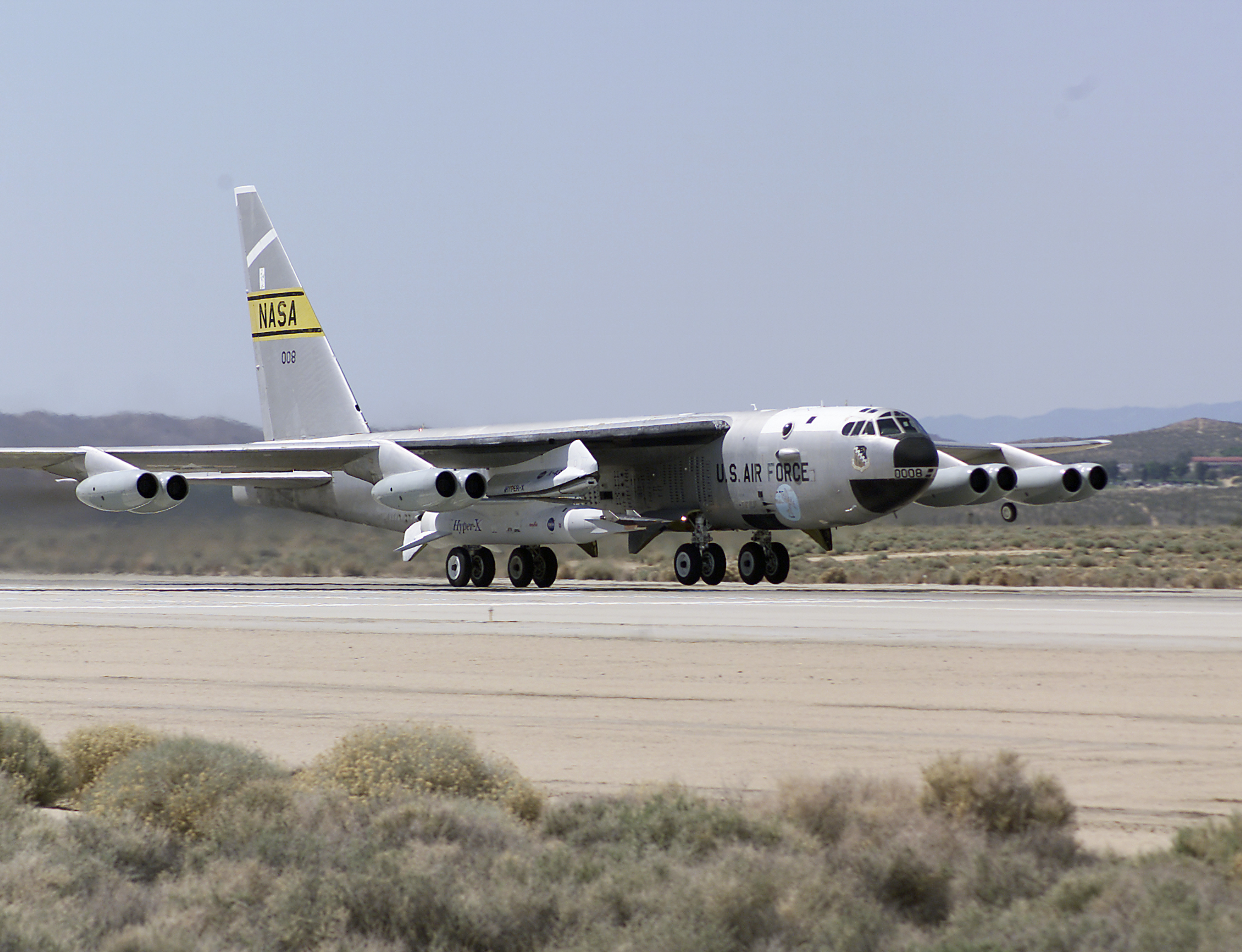
طائرة إكس 43 إيه

كانت طائرة إكس 43 إيه مركبة اختبار صغيرة غير مأهولة يبلغ طولها أكثر من 3.7 متر (12 قدم). اعتمدت المركبة على تصميم الجسم الرافع، إذ يوفر جسم الطائرة قدرًا كبيرًا من الرفع، بدلًا من الاعتماد على الأجنحة. وصلت كتلة الطائرة إلى نحو 1400 كيلوجرام (3000 باوند). صُممت طائرة إكس 43 إيه لتكون قابلةً للتحكم بالكامل في الرحلات الجوية عالية السرعة، حتى عند الانزلاق بدون استخدام محرك دفع. مع ذلك، لم تكن الطائرة مصممةً للهبوط ليجري استعادتها. كان يجري التخلص من الطائرات في المحيط الهادئ عند انتهاء الاختبار.
ينتج عن السفر بسرعات فوق صوتية الكثير من الحرارة بسبب الموجات الصدمية الانضغاطية بفعل الاحتكاك الديناميكي الهوائي فوق الصوتي. عند التحليق بسرعات فوق صوتية فائقة، يمكن أن ترتفع الحرارة كثيرًا ما قد يؤدي لانصهار الأجزاء المعدنية لهيكل الطائرة. لتفادي ذلك، جرى تدوير الماء خلف غطاء المحرك والحواف الأمامية للجدار الجانبي، ما ساهم بتبريد هذه الأسطح. خلال الرحلات الاختبارية، جرى تنشيط التبريد المائي عند وصول المركبة إلى سرعة ماخ 3.